# Cercle de Bavière

Carte des cercles impériaux au début du XVIe siècle. Le cercle de Bavière figure en rouge.

Le cercle de Bavière (en allemand, Bayerischer Reichskreis) est un cercle impérial du Saint-Empire romain germanique.

## Caractéristiques
Le cercle de Bavière est l'un des six cercles impériaux constitués en 1500, lors de la réforme impériale.
Le membre principal du cercle est le duché de Bavière (fief d'un prince-électeur à partir de 1623) ; les autres États importants sont le duché de Palatinat-Neuburg, l'archidiocèse de Salzbourg et la ville impériale de Ratisbonne.

## Membres

### Principautés ecclésiastiques
| Blason | Nom                                      | Notes |
| ------ | ---------------------------------------- | --- |
|        | Prévôté de Berchtesgaden                 | Abbaye fondée en 1002. Immédiateté impériale accordée par Henri VI en 1194.                                                |
|        | Principauté épiscopale de Frisingue      | Principauté depuis 1294. Sécularisé en 1802 et annexé au royaume de Bavière.                                               |
|        | Abbaye de Niedermunster                  | Abbaye fondée au VIIIe siècle. Immédiateté accordée par Henri II en 1002.                                                  |
|        | Abbaye d'Obermunster (de)                | Abbaye fondée au IXe siècle. Immédiateté accordée par Louis IV en 1315.                                                    |
|        | Principauté épiscopale de Passau         | Immédiateté accordée par Otton III en 999. Sécularisé en 1803 et annexé au royaume de Bavière.                             |
|        | Principauté épiscopale de Ratisbonne     | Principauté de Ratisbonne en 1803. Annexé au royaume de Bavière en 1810.                                                   |
|        | Abbaye Saint-Emmeran                     | Fondée au VIIIe siècle. Immédiateté accordée par Adolphe de Nassau en 1295.                                                |
|        | Principauté archiépiscopale de Salzbourg | Immédiateté accordée par Otton IV en 1213. Sécularisé en 1803 en un électorat de Salzbourg, annexé par l'Autriche en 1805. |

### Principautés laïques
| Blason | Nom                                 | Notes                                                                                         |
| ------ | ----------------------------------- | --------------------------------------------------------------------------------------------- |
|        | Duché de Bavière                    | Union des duchés de Bavière-Landshut et Bavière-Munich en 1506. Électorat de Bavière en 1623. |
|        | Seigneurie de Breitenegg            | Fondé en 1624. Immédiateté en 1654. À la Bavière en 1792.                                     |
|        | Seigneurie d'Ehrenfels              | Immédiateté accordée par Frédéric III en 1465. Au Palatinat-Neuburg en 1567.                  |
|        | Comté de Haag (de)                  | Immédiateté accordée par Frédéric II en 1245. À la Bavière en 1567.                           |
|        | Seigneurie de Hohenwaldeck (de)     | Immédiateté accordée par Frédéric III en 1476. Comté en 1637. À la Bavière en 1734.           |
|        | Landgraviat de Leuchtenberg         | Fondé en 1146. Principauté en 1433. À la Bavière en 1712.                                     |
|        | Comté d'Ortenbourg                  | Fondé en 1120. Immédiateté accordée par Frédéric III en 1479.                                 |
|        | Duché de Palatinat-Neuburg          | Fondé en 1505. Au Palatinat-Sulzbach en 1742.                                                 |
|        | Duché de Palatinat-Soulzbach        | Créé sur le Palatinat-Neuburg entre 1569 et 1604, puis en 1614.                               |
|        | Comté de Störnstein (de)            | Ancien fief de la couronne de Bohême, acquiert l'immédiateté en 1641.                         |
|        | Seigneurie de Sulzbürg-Pyrbaum (de) | Immédiateté accordée en 1353. Comté en 1673. À la Bavière en 1740.                            |

### Ville libre
| Blason | Nom        | Notes       |
| ------ | ---------- | ----------- |
|        | Ratisbonne | Depuis 1245 |